# 椎名鯛造
椎名 鯛造（しいな たいぞう、1986年6月17日 - ）は、日本の俳優である。本名同じ。岐阜県出身（生まれは愛知県名古屋市内）。GVM所属。

## 経歴
- 中学生時代に、NHK『中学生日記』やCBC『キッズウォー3』で子役を経験。
- 高校生時代は芸能活動をしておらず、20歳で上京。その後メインキャストプロダクションに所属。
- 2008年に、ネオロマンス・ステージの『遙かなる時空の中で 舞一夜』イノリ役で舞台初出演[3]。
- 2008年6月に、公開の飛び込みを題材にした映画『DIVE!!』に井上大介役で出演[4]。
- 2010年8月25日から2018年3月31日までエースクルー・エンタテインメントに所属[5]。
- フリーを経て2018年10月1日よりGVMに所属。
- 2021年から殺陣ユニット・HoriZonEのメンバーとなる[6]。
- 2022年7月7日に結婚を発表した[7][8][9]。

## 人物
- 鯛造はという名は本名。父が料理人で、「鯛のお造り」がその名の由来[1]。
- 身長164cm。靴のサイズ25.5cm。
- 愛知県名古屋市内の病院で生まれる。姉が2人。4歳で岐阜県へ引越。
- 趣味はツーリング・ゲーム[2]。特技は体操（ロンダートバック宙・バック宙・逆立ち）、殺陣[2]。
- 小3の時に、試しに砂場でバク転をやってみたらできたのがアクロバットの始まり。
- 中学生時代は陸上部に入りたかったが、学校に陸上部がなくハンドボール部に所属。
- 高校生時代は芸能活動をしていない。
- ファンからの愛称は「鯛ちゃん」。

## 出演
太字は主演

### テレビドラマ
- キッズ・ウォー3（2001年、中部日本放送） - 三郎 役[10]
- 中学生日記（2001年、NHK教育） - 椎名鯛造 役[11][12][13][14]
- NEWS ZERO 国民投票シミュレーションドラマ（2007年、日本テレビ） - サトル 役
- ここはグリーンウッド〜青春男子寮日誌〜（2008年、TOKYO MX） - 池田正十 役
- タンブリング 第2 - 4話 （2010年4・5月、TBSテレビ） - 河野隆 役
- まっつぐ〜鎌倉河岸捕物控〜 第12話「下駄貫の意地」（2010年8月、NHK総合） - 豆蔵 役
- 時々おとなも迷々Vol.2 敬老の日スペシャル！（2010年9月、NHK総合）
- STAND UP!ヴァンガード（2012年5月3日、テレビ東京）
- 戦国BASARA-MOONLIGHT PARTY-（2012年7月13日 - 9月21日、毎日放送） - 森蘭丸 役[15]
- ファイヤーレオン（2013年4月6日 - 2014年1月4日、TOKYO MX） - 主人公：剛藤タケル / ファイヤーレオン（声） 役[16]
- 2.5次元男子推しTV シーズン1 #1（2017年3月25日、WOWOWライブ）[17]
- 人狼男子（2019年、TOKYO MX）[18]
- ボクらと島ネコ（2019年 、tvk）[19]
- 2.5次元男子推しTV シーズン4 #4（2020年4月24日、WOWOWライブ）[20]
- 宅飲み推進番組！ #タクトモ（2020年6月27日〈26日深夜〉、鹿児島テレビ）[21][22]
- 救出劇（2021年5月26日 - 6月23日、TOKYO MX /BS 日テレ） - 杉崎信吾 役[23][24]

### 映画・短編映画
- DIVE!!（2008年、角川映画、熊澤尚人監督） - 井上大介 役[4]
- リターンtoセブンデイズ 〜もう一つの学園祭〜（2008年、新里猛監督） - 主演：轟奏 役
- ゲーム☆アクション（2009年、松村清秀監督） - ハルー 役[25]
- 窓ノ外ノ世界（2009年、エバーグリーンプロジェクト、松村清秀監督） - 習院舎人 役[26]
- 呪いの心霊感染 わたしはとり憑かれた 〜19歳女子大学生 聡子の場合〜 （2010年、清水浩監督）[27]
- Source（2011年、A.T.監督）
- 灯火（2012年）[28]
- なんでも埋葬屋望月（2015年、いまおかしんじ監督） - 田中久太郎 役
- バス停の動かし方（2016年、伊藤陽佑監督） - 桐野 役[29]
- 映画刀剣乱舞-継承-（2019年、耶雲哉治監督） - 不動行光 役[30]
- 恋恋豆花（2020年2月、今関あきよし監督） - 中山清太郎 役[31]
- HARAJUKU〜天使がくれた七日間（2020年、松田圭太監督） - 天使 翼 役

### 舞台
2008年
- 遙かなる時空の中で 舞一夜（1月） - イノリ 役
- サムライモード（6月） - ナミキヨ 役（ゲスト出演）
- 遙かなる時空の中で 舞一夜 再演（8月） - イノリ 役
- 最遊記歌劇伝  - Go to the West - （9月13日 - 21日） - 孫悟空 役

2009年
- 遙かなる時空の中で 朧草紙（1月4日 - 2月1日） - イノリ 役
- 朗読劇 苦情の手紙（2月14日）
- 最遊記歌劇伝 - Dead or Alive - （3月20日 - 4月12日） - 孫悟空 役
- 戦国BASARA（7月3日 - 12日） - 森蘭丸 役
- 遙かなる時空の中で 朧草紙 再演（8月12日 - 16日） - イノリ 役
- 虹色唱歌 〜眠れぬ夜のオールドメロディー〜（9月17日 - 27日） - 寿司屋 役
- パッチギ！（12月4日 - 23日） - チェドキ 役

2010年
- 戦国BASARA 蒼紅共闘（4月9日 - 18日） - 森蘭丸 役
- PANDORA'S BY ME ニューワールド・ファンタジスタ（5月19日 - 30日） - コーディー / トーイ 役
- ネバーランド 初演（6月23日 - 27日） - ピーターパンの影 役
- コカンセツ！（8月11日 - 15日） - 保田洋介（1年生） 役
- BOMB!（9月8日 - 19日） - 結城洋一 役
- JAPAN ANIME LIVE 欧州公演 NARUTO -ナルト-（10月） - うずまきナルト 役
- ニューシネマパラダイちゅ（12月24日） - ゲスト出演

2011年
- 灰とダイヤモンド 〜mission in dark night（2月16日 - 20日） - オニキス 役
- 努力しないで出世する方法 〈DREAMチーム〉（3月8日 - 13日） - 草次 / ユキオ 役※一部公演中止
- NEW WORLD/ ESORA（6月8日 - 12日） - 「NEW WORLD」コーディ 役
- ミュージカル 忍たま乱太郎第二弾〜予算会議でモメてます!〜再演（7月1日 - 10日） - 善法寺伊作 役
- 仕込んでいこう！（9月）
- ハイスクール ハイコー!!（11月27日） - ゲスト出演

2012年
- ミュージカル 忍たま乱太郎 第三弾〜山賊砦に潜入せよ〜（1月12日 - 22日） - 善法寺伊作 役
- RE-INCARNATION（2月10日 - 19日） - 許褚 役
- 新撰組異聞 PEACE MAKER（4月15日 - 22日） - 永倉新八 役
- ミュージカル 忍たま乱太郎 第三弾〜山賊砦に潜入せよ〜再演（7月4日 - 15日）  - 善法寺伊作 役
- Nouvell Vague（8月8日 - 12日） - シロ（天草四郎） / 島崎洋介 役
- SING!（9月20日 - 23日） - 大久保 役
- ウォルター・ミティにさよなら（再演）（10月20日 - 11月3日） - 横山 役
- SAMURAI挽歌II（11月30日 -  12月13日） - 興吉 役

2013年
- ミュージカル 忍たま乱太郎 第四弾〜最恐計画を暴き出せ!!〜（1月9日 - 20日） - 善法寺伊作 役
- FROG-新撰組寄留記-（2月1日 - 4日） - 藤堂平助 役
- RE-INCARNATION - 許褚 役
  - RE-INCARNATION 再演（8月15日 - 8月22日）
  - RE-INCARNATION RE-BIRTH（9月12日 - 9月16日）

- ウォルター・ミティにさよなら2013（10月27日 - 11月4日）
- 12月のシュビドゥバ（12月） - 主演

2014年
- 贋作・好色一代男（2月4日 - 11日） - 鈴之助 役
- 最遊記歌劇伝 - God Child -（5月2日 - 7日） - 孫悟空 役
- ネバーランド 再演（7月8日 - 15日） - ピーターパンの影 役
- ジーザスクライストレディオスター（8月） - 一ノ瀬彰 役
- リボンの騎士-鷲尾高校演劇部奮闘記-（9月） - 中島親弘 役
- 大江戸バックドラフト（10月） - 志ノ助 役
- のぶニャがの野望 弐（11月） - ニャッ取半蔵 役
- 本格文學朗読演劇 極上文學 第七弾 走れメロス（12月3日 - 28日） - 妹 役

2015年
- 西遊記歌劇伝 - Burial（1月8日 - 25日） - 孫悟空 役
- エデンズロック（3月）
- 龍狼伝（5月2日 - 6日） - 主演：天地志郎 役
- 眠れぬ夜のホンキートンクブルース 第2章〜飛躍〜 （5月30日 - 6月19日） - 有働倫也 役
- ダイヤのA The LIVE（8月1日 - 8月9日） - 小湊亮介 役
- 最遊記歌劇伝 - Reload（9月17日 - 23日） - 孫悟空 役
- 本格文學朗読演劇 極上文學  第九弾 高瀬舟・山椒大夫（10月9日 - 25日）  - 弟、厨子王 役
- スーパーダンガンロンパ2 THE STAGE 〜さよなら絶望学園〜（12月3日 - 13日） - 九頭龍冬彦 役

2016年
- 戦国BASARA4 皇（1月21日 - 2月7日） - 猿飛佐助 役
- 弱虫ペダル〜総北新世代、始動〜（3月4日 - 27日） - 鏑木一差 役
- ダイヤのA The LIVE Ⅱ（3月17日 - 4月3日） - 小湊亮介 役（映像出演）
- 舞台 刀剣乱舞 虚伝 燃ゆる本能寺（5月3日 - 20日） - 不動行光 役
- 斬劇 戦国BASARA4 皇 本能寺の変（7月1日 - 18日） - 猿飛佐助 役
- ダイヤのA The LIVE Ⅲ（8月19日 - 9月4日） - 小湊亮介 役
- カフェ・パラダイス（11月23日 - 27日） ※中尾拳也とWキャスト
- 舞台 刀剣乱舞 虚伝 燃ゆる本能寺 再演（12月15日 - 2017年1月17日） - 不動行光 役

2017年
- 戦国BASARA 関ヶ原の戦い（2017年2月3日 - 19日） - 猿飛佐助 役
- ダイヤのA The LIVE Ⅳ（4月6日 - 4月23日） - 小湊亮介 役
- 幻想奇譚 白蛇伝（5月25日 - 30日） - 少青（シャオチン） 役
- 劇団シャイニング from うたの☆プリンスさまっ♪ 天下無敵の忍び道（6月22日 - 7月2日） - 信羅 役
- 戦国BASARA 小田原征伐（8月11日 -  27日）
- ダイヤのA The LIVE Ⅴ（9月7日 - 24日）
- 舞台 弱虫ペダル 新インターハイ篇 ヒートアップ（10月19日 - 29日） - 鏑木一差 役

2018年
- ピカレスク◆セブン（1月6日 - 15日） - ピーターパン 役
- 戦国BASARA 第六天魔王（3月2日 - 18日） - 猿飛佐助 役
- ミュージカル 薄桜鬼 土方歳三 篇（4月21日 - 5月1日） - 山崎烝 役
- しゃばけ 参 ねこのばば（5月6日） - ねこまた  役
- 舞台 刀剣乱舞 悲伝 結いの目の不如帰（6月2日 - 7月29日） - 不動行光 役
- 朗読劇 命のバトン（8月3日 - 5日） - 生田 役
- 家庭教師ヒットマンREBORN! the STAGE（9月21日 - 10月6日） - 城島犬 役
- RE-INCARNATION RE-COLLECT（12月20日 - 27日） - 許褚 役

2019年
- K -RETURN OF KINGS-（3月1日 - 17日） - 八田美咲 役
- ミュージカル 薄桜鬼 風間千景 篇 （4月5日 - 21日） - 山崎烝 役
- 最遊記歌劇伝 - Darkness（6月6日 - 14日） - 孫悟空 役
- 舞台 刀剣乱舞 慈伝 日日の葉よ散るらむ （7月11日 - 15日） - 不動行光 役（兵庫公演に出演）
- 劇団シャイニング from うたの☆プリンスさまっ♪エヴリィBuddy!（10月12日 - 21日） - カズキ / カズマ 役
- 傷だらけのカバディ（11月21日 - 12月8日） - 鯉田大作 役

2020年
- 家庭教師ヒットマンREBORN! the STAGE -vs VARIA part II-（1月6日 - 19日） - 城島犬 役（映像出演）
- 最遊記歌劇伝 - Oasis - （2月2日 - 9日） - 孫悟空 役
- ミュージカル 薄桜鬼 真改 相馬主計 篇（4月2日 - 12日） - 山崎烝 役
- 文豪とアルケミスト  綴リ人ノ輪唱（カノン） （9月12日 -  27日） - 室生犀星 役
- ホテル アヴニール（12月9日 - 13日） - マサル / 美濃部 役

2021年
- 最遊記歌劇伝 - Sunrise（2月11日 - 24日） - 孫悟空 役
- ミュージカル 薄桜鬼 真改 相馬主計 篇 （4月1日 -11日） - 山崎烝 役
- BANANA FISH The Stage -前編-（6月10日 - 20日） -  シン・スウ・リン 役
- ミュージカル 眠れぬ森のオーバード（8月19日 - 29日） - ワトウ 役
- 2つの「ヒ」キゲキ（10月7日 - 14日）
- MOTHERLAND（12月3日 - 19日） - 李信 役

2022年
- BANANA FISH The Stage -後編-（1月20日 - 2月6日） -  シン・スウ・リン 役 ※新型コロナウイルスのため1月25日から2月6日の公演中止
- ミュージカル 薄桜鬼 真改 斎藤一 篇（4月22日 - 5月5日） - 山崎烝 役
- 乙女ゲームの破滅フラグしかない悪役令嬢に転生してしまった…THE STAGE（6月30日 - 7月5日） - シリウス・ディーク 役
- 文豪とアルケミスト 嘆キ人ノ廻旋（ロンド）（9月2日 - 19日） - 室生犀星 役
- ミュージカル 薄桜鬼 HAKU-MYU LIVE 3（10月29日 - 11月13日） - 山崎烝 役
- 私立探偵 濱マイク 我が人生最悪の時（12月15日 - 30日） - 楊徳健（ヤン・トッケン） 役

2023年
- 玉蜻（たまかぎる） 〜新説・八犬伝（2月10日 - 26日）
- HUNTER×HUNTER THE STAGE（5月12日 - 28日） - ゼノ 役
- 刀剣乱舞 七周年感謝祭 -夢語刀宴會-（ゆめがたりかたなのうたげ）（8月4日 - 6日） -  不動行光 役
- 最遊記歌劇伝 - 外伝（9月29日 - 10月23日） - 悟空 役
- 演劇ドラフトグランプリ2023（12月5日）

2024年
- テンペスト（1月9日）
- Go back to Goon Docks（1月11日-1月21日） - 十三夜 ギルティ 役 / チックジョ〜 竹中半兵衛 役
- HUNTER×HUNTER THE STAGE2（3月16日 - 4月14日） - ゼノ 役
- ミュージカル 忍たま乱太郎 第14弾初演（5月14日 - 6月9日）
- 演劇ドラフトグランプリ THE FINAL（12月10日）

2025年
- 「HUNTER×HUNTER」THE STAGE 3（5月17日 - 6月15日） - コルトピ 役

### インターネット番組
- キャストサイズチャンネル『（鯛）○○ファクトリー』マエタイマルマルファクトリー（2014年10月24日 - 、ニコニコチャンネル）
- 公式ニコニコチャンネル「エビで鯛は釣れねぇ！！」（2018年10月11日 - 、ニコニコチャンネル）
- 2.5学園（2018年9月29日 - 、YouTube） - 椎名タイゾウ 役
- 刀剣乱舞 大演練 控えの間（2020年8月11日、DMM.com）[140]
- GVMチャンネル（2020年9月1日 - 、YouTube）
- 生配信！2.5次元大演会〜新春の宴〜（2021年1月17日、WOWOWオンデマンド）[141]

### ネット配信
- ネバーランド、アゲイン（2020年11月8日、zoom）[142]
- 朗読劇 ネバーランド（2020年12月18日、Streaming +）

### 個人イベント
- 椎名鯛造『バースデーイベントイベント』（2010年6月6日、三宅坂ホール） ※初個人イベント
- 椎名鯛造 単独イベント（2012年12月）
- 鯛造祭 vol.2〜バレンタインの陣〜（2013年2月）
- 鯛造祭vol.13（2017年6月）
- 鯛造フェスティバル 
  - 弐祭目（2019年2月16日 - 17日、ベルサール西新宿）
  - 参祭目（2019年6月30日、東京総合美容専門学校 マルチホール/2019年7月6日、A&Hホール）
  - 肆祭目（2019年12月15日、ベルサール西新宿/2019年12月21日、A&Hホール）
  - 伍祭目（2020年7月25日、ベルサール西新宿）
  - 陸祭目（2020年12月26日、ベルサール西新宿）
  - 漆祭目（2021年6月26日、ベルサール虎ノ門）

#### その他イベント
- ネオロマンス・ステージ『遙かなる時空の中で 舞一夜』座談会（2008年5月）
- イベント『最遊記歌劇伝 -の世界』トークショー（2009年2月7日、サンシャイン60展望台）
- 椎名鯛造＆丸山敦史『Birthdayトークイベント』（2009年6月28日、星陵会館）
- 椎名鯛造・根本正勝『ファン感謝トークイベント』（2009年9月6日、時事通信ホール）
- 椎名鯛造×鈴木拡樹ワイルドストロベリー 2009 スーパー サマー コラボレーション 史上最大の作戦!（2009年12月13日、オアシス7〈淡路町スペース〉）
- キタムラトシヒロの七夕祭 in 大田区（2010年7月7日、大田区民プラザ）
- コカンセツ！稽古中間イベント（2010年7月24日、東放学園）
- 『Japan Anime Live』WORL'S MANGA & ANIME GREATEST SHOW!!!（2010年10月）
- 『コカンセツ！』の忘年会イベント（2010年12月25日、テアトルBONBON）
- 戦国BASARA5周年祭〜武道館の宴〜（2011年1月3日、武道館）
- 〜恋愛♂妄想TV〜劇写BOYS「ゼウスのイタズラ」トークイベント（2011年1月6日、渋谷STAR LOUNGE）
- ミュージカル 忍たま乱太郎 特別上映会〜TOHOシネマズ六本木ヒルズに潜入せよ〜（2012年6月23日、TOHOシネマズ六本木ヒルズ スクリーン7）
- 私立ビジュボ学園 10周年記念文化祭!?（2012年11月）
- 人狼ゲームイベント（2012年12月）
- TUFF STUFF Special Talk&Live「TUFFMANIA 2012」（2012年12月）
- ミュージカル『忍たま乱太郎』ファン感謝イベント（2013年1月）
- （鯛）○○ファクトリー 春の社員総会（2020年7月5日、YMCAアジア青少年センター地下スペースYホール）
- （鯛）○○ファクトリー 春の社員総会（2021年4月18日、R’sアートコート〈労音大久保会館）〉）
- ACTORS☆LEAGUE
  - 2021（2021年7月20日、東京ドーム）[143]
  - Baseball 2022（2022年8月22日、東京ドーム）[144]
  - Baseball 2023（2023年7月3日、東京ドーム）[145]
- あくたーず☆りーぐ アートフェスタ in よみうりランド「フラワーパークでらんらんRUN」（2023年11月18日、よみうりランド、HANA・BIYORI） - ゲストアーティスト[146]

## 書籍
- 鯛造の足跡（2019年3月22日、トランスワールドジャパン） - ブログ本ISBN 978-4-86256-258-6

### 写真集
- 別冊月刊 椎名鯛造（2017年11月26日、Mファクトリー、撮影：小林裕和）[147]